# 防止及惩治灭绝种族罪公约
《防止及懲治危害種族罪公約》（英語：Convention on the Prevention and Punishment of the Crime of Genocide）已經被聯合國大會在1948年12月9日採為聯合國大會第260號決議的內容，且已經在1951年1月12日正式生效。
在英文中，本公約是第一次以「genocide」（種族滅絕）這個字作為法律用語，這個字是由古希臘文「genos」（種族）和拉丁文「-cide」（殺害）兩個部分組合而成。

## 內容

### 締約國的義務（第1條）
締約國確認危害種族行為，不論發生於平時或戰時，均係國際法上之一種罪行，承允防止並懲治之。

### 危害種族的定義（第2條）
本公約內所稱危害種族係指蓄意全部或局部消滅某一民族、人種、種族或宗教團體，犯有下列行為之一者：
（甲）殺害該團體之分子；
（乙）致使該團體之分子在身體上或精神上遭受嚴重傷害；
（丙）故意使該團體處於某種生活狀況下，以毀滅其全部或局部之生命
（丁）強制施行辦法意圖防止該團體內之生育；
（戊）強迫轉移該團體之兒童至另一團體

### 應予處罰的行為（第3條）
下列犯罪，在本公約下應予以懲治：
（甲）危害種族
（乙）預謀危害種族
（丙）直接公然煽動危害種族
（丁）意圖危害種族
（戊）共謀危害種族

### 統治者、公人員或私人，一體罰之（第4條）
犯危害種族罪或第三條所列舉之任何其他行為者，無論其為統治者、公人員或私人，一體罰之。

### 締約國承諾制定法律以實施公約規定（第5條）
各締約國承諾各依據其本國憲法制定必需之法律以實施本公約各項規定，並特別着重對於犯危害種族罪或第三條所列舉之任何其他行為者規定有效之懲罰辦法。

### 管轄法院（第6條）
凡被訴犯危害種族罪或有第三條所列行為之一者，應交由行為發生地國家之主管法院，或締約國接受其管轄權之國際刑事法庭審理之。

### 引渡不得視為政治性之犯罪（第7條）
在適用引渡辦法時，危害種族罪及第三條所列舉之其他行為不得視為政治性之犯罪。
各締約國承諾遇有此種案件時，其引渡之給予，各依其本國法律及當時有效之條約辦理。

### 遵照聯合國憲章採取行動（第8條）
任何締約國為防止及懲治危害種族之行為或第三條所列舉之任何其他行為起見，得提請聯合國之主管機關遵照聯合國憲章採取其所認為適當之行動。

### 第9條
各締約國間關於本公約之解釋、援用或實施問題之爭端，包括關於某一國家對危害種族罪或第三條所列舉之任何其他行為之責任問題之爭端在經爭端當事國請求後應提交國際法院。

### 第10條
本公約應載有下列日期︰一九四八年十二月九日；其中、英、法、俄及西文各本同一作準。

### 第11條
本公約在一九四九年十二月三十一日前得由聯合國任何會員國及大會邀請簽訂之任何非會員國簽字。
本公約應經過批准，且批准書應交由聯合國秘書長收存。
一九五○年一月一日之後，本公約得由聯合國任何會員國及接獲前述邀請之任何非會員國政府參加簽訂。
參加簽訂書應交由聯合國秘書長收存。

### 第12條
任何締約國得隨時照會聯合國秘書長將本公約之適用範圍延及該締約國代負外交關係責任之所有或任何領土。

### 第13條
秘書長應於收存最初之二十份批准書或參加簽訂書之日擬具備忘錄，分別送達聯合國各會員國及第十一條所指之各非會員國。
本公約自存入第二十份批准書或參加簽訂書之日起九十日後發生效力。
公約生效後所作之任何批准書或參加簽訂書應於各該批准書或參加簽訂書存入後之第九十日發生效力。

### 第14條
本公約自發生效力之日起十年內保持有效。
其後對於未曾聲明解約之各締約國仍繼續有效，以五年為一期︰其解約聲明至少須在公約失效前六個月為之。
公約之解除應以書面通知聯合國秘書長。

### 第15條
倘因解約關係，致本公約之締約國數目不足十六國時，本公約應於最後一項解約通知生效之日起失效。

### 第16條
任何締約國得隨時以書面通知秘書長請求修改本公約。
對於是項請求應作何種措施，由大會決定之。

### 第17條
聯合國秘書長應將下列事項通知聯合國所有會員國及第十一條所指之非會員國︰
(甲)   依據第十一條收到之簽署，批准及參加簽訂；
(乙)   依據第十二條收到之通知；
(丙)   本公約依據第十三條開始生效之日期；
(丁)   依據第十四條收到之解約通知；
(戊)   公約依據第十五條之廢棄；
(己)   依據第十六條收到之通知。

### 第18條
本公約之正本應留存聯合國檔庫。
本公約之正式副本應分別送達聯合國所有會員國及第十一條所指之非會員國。

### 第19條
本公約應由聯合國秘書長於公約生效之日予以登記。

## 締約國

防止及懲治危害種族罪公約的締約國
最初簽署並批准的國家
後來加入或承繼的國家
只有簽署的國家

巴林、孟加拉、印度、馬來西亞、菲律賓、中華人民共和國、新加坡、美國、緬甸、葉門和南斯拉夫在附加「未經該國同意，不得追訴與該國有關之種族滅絕」的條件下批准本公約。
1983年3月5日，中国第五届全国人民代表大会常务委员会第二十六次会议通过关于批准《防止及惩治灭绝种族罪公约》的决定：“中华人民共和国批准《防止及惩治灭绝种族罪公约》，同时声明：（一）中华人民共和国对公约第九条的规定有保留，不受该条约束

## 違反本公約之例

### 盧安達
本公約第一次被適用的案子，是在1998年9月2日盧安達國際刑事法庭審理Jean-Paul Akayesu——盧安達某個小鎮的前鎮長時，發現其有九次觸犯危害人群罪的行為。而將Jean-Paul Akayesu起訴的檢察官是Pierre-Richard Prosper。兩天後， Jean Kambanda成為了第一位因為觸犯危害人群罪而遭到起訴，且最後被定罪的政府首領。

### 南斯拉夫
在波士尼亞與赫塞哥維納訴塞爾維亞與蒙特內哥羅种族灭绝案，這個國際法庭於2007年2月26日所做出的判決中，塞爾維亞成為第一個被認為違反本公約的國家。法院認定，塞爾維亞在波士尼亞戰爭中，直接參與了種族滅絕的行為 ，認為貝爾格勒政府確實違反了國際法，因為其沒有盡力去防止1995年斯雷布雷尼察屠殺的發生，同時也沒有盡力嘗試將被指控涉嫌觸犯危害種族罪刑之人，特別是拉特科·姆拉季奇將軍，移送到前南斯拉夫問題國際刑事法庭，違反了其基於本公約第1條和第6條所應遵循的義務。

## 參照
1. ↑  .   [1948-12-09]. （原始内容存档于2022-08-19）.
2. 1 2   (PDF).   [2018-12-30]. （原始内容存档 (PDF)于2019-05-21）.
3. ↑  .   [2013-05-30]. （原始内容存档于2012-10-20）.
4. ↑  . Reuters. February 26, 2007  [2010-07-06]. （原始内容存档于2008-12-24）.
5. ↑  .   [2010-07-06]. （原始内容存档于2011-06-05）.
6. ↑  Court Declares Bosnia Killings Were Genocide （页面存档备份，存于） The New York Times, February 26, 2007. A copy of the ICJ judgement can be found here

## 延伸閱讀
- Henham, Ralph J.; Chalfont, Paul; Behrens, Paul (Editors 2007). The criminal law of genocide: international, comparative and contextual aspects, Ashgate Publishing, Ltd., ISBN 0-7546-4898-2, 9780754648987 p. 98 （页面存档备份，存于）
- The Genocide Convention on the Historic Archives of the United Nations Audiovisual Library of International Law （页面存档备份，存于）